# Shi (Familienname)
Shi ist ein chinesischer Familienname.

## Namensträger
- Shi (Xin) (* um 1–??), chinesische Kaiserin der Xin-Dynastie
- Shi Dakai (1820–1863), Führer des Taiping-Aufstandes
- Shi Dongpeng (* 1984), chinesischer Hürdensprinter
- Shi Dongshan (1902–1955), chinesischer Filmregisseur
- Shi Fangjing (* 1965), chinesische Badmintonspielerin
- Shi Guihong (* 1968), chinesische Fußballspielerin
- Shi Haitao (* 1963), chinesischer Herpetologe und Naturschützer
- Shi Han (* 2005), chinesische Tennisspielerin
- Shi Hanbing (* 1972), chinesischer Autor, Wirtschaftsforscher, Professor und Dozent
- Shi Hanqing (* 1989), chinesischer Snookerspieler
- Shi Hao (Staatsmann) 史浩 (1106–1194), chinesischer Staatsmann und Literat der Zeit der Südlichen Song-Dynastie
- Shi Hao (Bobfahrer) (* 1997), chinesischer Bobfahrer
- Shi Hui (Theaterautor) 施惠, chinesischer Autor von Nanqu-Stücken der Zeit der Yuan-Dynastie und Ming-Dynastie
- Shi Hui (Schauspieler) (1915–1957), chinesischer Schauspieler und Regisseur
- Shi Jingjing (* 1988), chinesische Radsportlerin
- Shi Jingnan (* 1994), chinesischer Shorttracker
- Shi Jiuyong (1926–2022), chinesischer Jurist
- Shi Jun (* 1982), chinesischer Fußballspieler
- Shi Kuang, chinesischer Musikmeister
- Shi Lang (1621–1696), chinesischer Admiral
- Shi Liang (1900–1985), chinesische Politikerin
- Shi Ming (* 1957), chinesisch-deutscher Journalist und Publizist
- Shi Mingde (* 1954), chinesischer Diplomat
- Shi Pei Pu (1938–2009), chinesischer Opernsänger und Spion
- Shi Ping (Politiker) (1911–2024), chinesischer Politiker und Altersrekordler
- Shi Siming (703–761), chinesischer Aufständischer
- Shi Taifeng (* 1956), chinesischer Politiker in der Volksrepublik China
- Shi Tao (1641–um 1707), chinesischer Maler
- Shi Tao (Journalist) (* 1968), chinesischer Journalist und Dichter
- Shi Tiesheng (1951–2010), chinesischer Schriftsteller
- Shi Tingmao (* 1991), chinesische Wasserspringerin
- Shi Wancheng (* 1990), chinesischer Snowboarder
- Shi Wei (Rennfahrerin), chinesische Rennfahrerin
- Shi Wei (Handballspielerin) (* 1970), chinesische Handballspielerin
- Shi Wen (* 1963), chinesische Badmintonspielerin
- Shi Xiang (* 1980), chinesischer Fußballschiedsrichter
- Shi Xie (137–226), chinesischer Provinzgouverneur
- Shi Yafeng (1919–2011), chinesischer Geophysiker
- Shi Yan (1904–1994), chinesischer Kunsthistoriker
- Shi Yongxin (* 1965), chinesischer Mönch, Abt des Shaolin-Tempels
- Shi You, chinesischer Gelehrter, Kalligraph und Palasteunuch
- Shi Yuguang, chinesischer Mathematiker
- Shi Yuhao (* 1998), chinesischer Weitspringer
- Shi Yuqi (* 1996), chinesischer Badmintonspieler
- Shi Zhengli (* 1964), chinesische Virologin (Wuhan Institute of Virology)
- Shi Zhengrong (* 1963), chinesischer Unternehmer
- Shi Zhihao (* 1959), chinesischer Tischtennisspieler und -funktionär
- Shi Zhiyong (Gewichtheber, 1980) (* 1980), chinesischer Gewichtheber
- Shi Zhiyong (Gewichtheber, 1993) (* 1993), chinesischer Gewichtheber

- Brian Shi (* 2000), US-amerikanischer Tennisspieler
- Cindy Shi (* 1970), US-amerikanische Badmintonspielerin
- Cosmas Shi Enxiang (1921–2015), chinesischer Geistlicher, Apostolischer Präfekt von Yixian
- Domee Shi (* 1989), chinesisch-kanadische Storyboard-Zeichnerin und Regisseurin
- Jiayi Shi (* 1983), singapurischer Fußballspieler
- Kristin Shi-Kupfer (* 1974), deutsche Sinologin und Politikwissenschaftlerin
- Melchior Shi Hongzhen (* 1929), chinesischer katholischer Bischof
- Nansun Shi (* 1951), chinesische Filmproduzentin und Moderatorin (Hongkong)
- Nicholas Shi Jin Xian (1921–2009), chinesischer Ordensgeistlicher, Bischof von Shangqiu